# 国母工業団地
国母工業団地（こくぼこうぎょうだんち）とは、山梨県にある工業団地である。

## 概要
甲府市・中央市・中巨摩郡昭和町の2市1町に跨り、計画面積は97.27haと山梨県最大の団地である。西側から南側にかけて中央自動車道が通っているほか、南側では新山梨環状道路の南部区間が東西に通っている。
戦後日本では高度経済成長時代に入り工業化が進んでいたが、本格的工業化が途上であった山梨県においては天野県政期に長期総合開発計画と称して、交通など産業基盤の整備と工業団地の造成と企業誘致が計画され、甲府市国母と富士北麓剣丸尾（富士吉田市）への工業団地造成が基本計画に盛り込まれた。
剣丸尾への計画は実現しなかったが、国母工業団地は1962年（昭和37年）に甲府都市圏の一市二町三村（甲府市を中心に、中巨摩郡竜王町・敷島町（甲斐市）、昭和村（同郡昭和町）、玉穂村・田富村（玉穂町・田富町を経て、中央市）が低開発地域工業開発地区指定を受け、国母工業団地と釜無川東岸の釜無工業団地が計画された。また、これに続いて甲西工業団地や身延工業団地など基幹工業団地の計画が立案された。
国母工業団地は第一期計画として、同年に甲府地区開発推進協議会が設置され、1965年（昭和40年）には甲府・昭和・玉穂を事業主体に甲府地区開発事業団による事業計画が決定された。翌1966年（昭和41年）には首都圏整備法が制定され、1968年（昭和43年）にはこれに基づく都市計画事業に変更される。
用地買収・造成工事を経て、1971年（昭和46年）には分譲のため進出企業の募集を開始し、同年8月15日のニクソン・ショックの影響で、一時は希望する企業が進出を見合わせる事態にも直面したものの、翌年には4社の供用が開始された。国母工業団地は、天野県政期に続く田辺県政期の2期目にあたる1981年（昭和56年）にほぼ完成している。田辺県政期には1982年（昭和57年）に中央自動車道が全線開通し産業基盤が整備され、日本経済が安定成長期に入り産業構造が臨海地域の重化学工業から内陸県への加工型機械工業へ転換したことにより企業進出が活性化し、国母工業団地への分譲も完了した。

## 主な立地企業
北側
- パイオニアマイクロテクノロジー
- パナソニック ファクトリーソリューションズ甲府事業所
- 住友電工デバイス・イノベーション（旧ポリドール→旧・富士通（富士通山梨エレクトロニクス→富士通カンタムデバイス）→旧・ユーディナデバイス）
- 明電舎甲府工場

南側
- 横河電機甲府事業所

## アクセス
- 中央自動車道甲府昭和インターチェンジまたは甲府南インターチェンジより車10分。
- 新山梨環状道路玉穂中央ランプより車2分。
- 身延線国母駅または常永駅より徒歩10分（南側へは5分加算）。
- 山梨交通57系統に乗車し、以下のバス停で下車。
  - 北側は古市場バス停で下車。徒歩5分（57系統に乗車した場合、国母工業団地入口バス停で下車してもよい）
  - 南側は高室入口バス停または中楯バス停で下車。徒歩2分。